# 伝通院
伝通院（でんづういん）は、東京都文京区小石川三丁目の高台にある浄土宗の寺。正式名称は、無量山 伝通院 寿経寺（むりょうざん・でんづういん・じゅきょうじ）。または小石川伝通院とも。徳川将軍家の菩提寺。江戸三十三観音札所の第十二番札所。

## 開山
室町時代の応永22年（1415年）秋に、浄土宗第七祖の聖冏が、江戸の小石川極楽水（現在の小石川4丁目）の草庵で開創し、山号を無量山、寺号を寿経寺とした（現在、この場所には徳川家康の側室茶阿局の菩提寺・吉水山宗慶寺がある）。開山は、弟子である聖聡（増上寺の開山上人）の切望によるものという。本尊は、平安時代の僧・源信（恵心僧都）作とされる阿弥陀如来像。

## 将軍家の菩提寺として

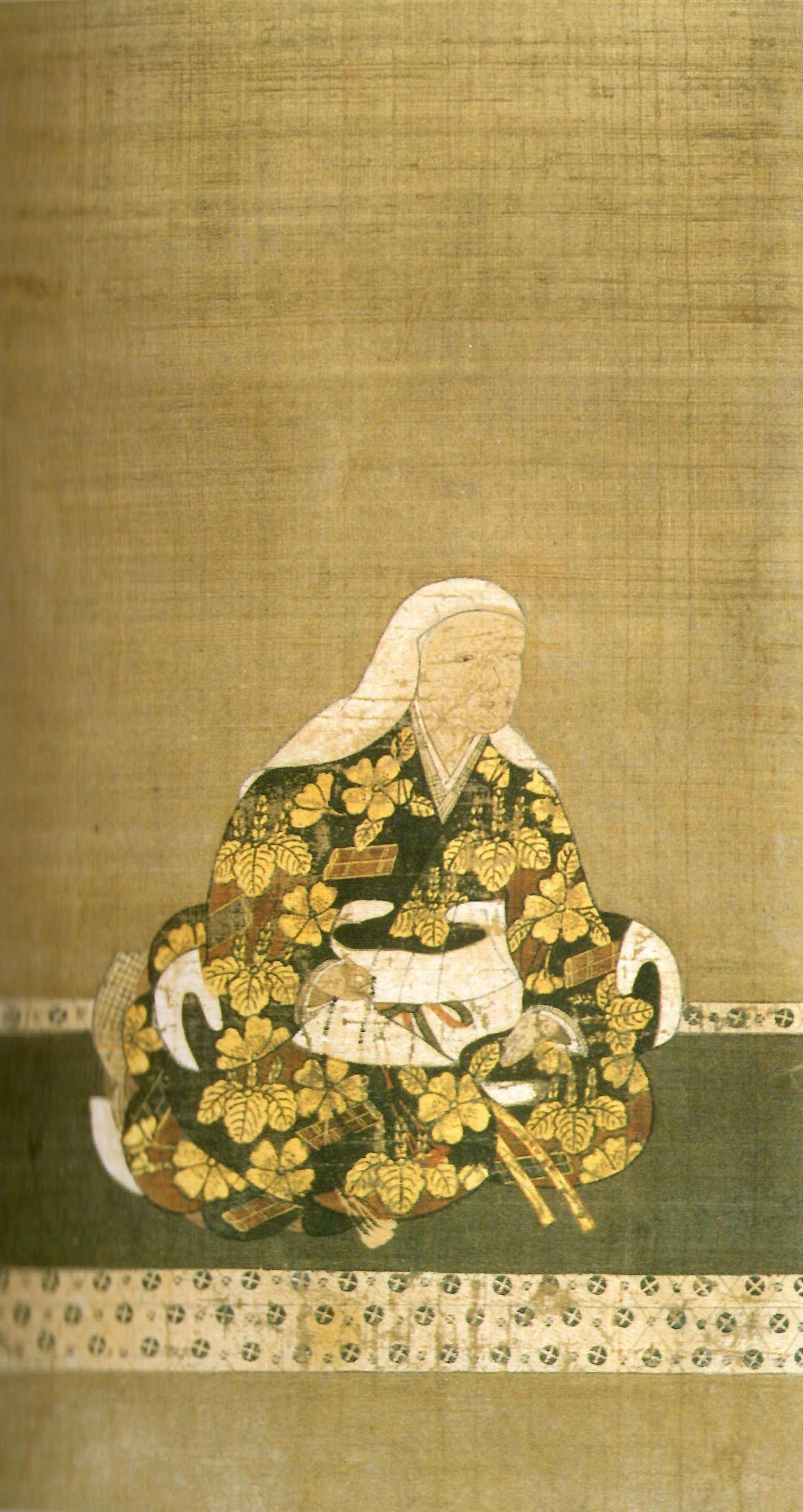
於大の方

慶長7年（1602年）8月に徳川家康の生母・於大の方が京都伏見城で死去し、家康は母の遺骸を遺言通りに江戸へ運び、大塚町の智香寺（智光寺）で火葬した。位牌は久松俊勝菩提寺の安楽寺（愛知県蒲郡市）に置かれ、光岳寺（千葉県関宿町→野田市）など各地に菩提寺を建立した。慶長8年（1603年）に家康は母の遺骨をこの地に埋葬し、現在まで残る墓を建立。寿経寺をここに移転して堂宇（堂の建物）を建て、安楽寺住職から受けた彼女の法名「伝通院殿」にちなんで院号を伝通院とした。
家康は、当初は菩提寺である芝の増上寺に母を埋葬するつもりであったが、「増上寺を開山した聖聡上人の師である了譽上人が庵を開いた故地に新たに寺を建立されるように」との増上寺十二世観智国師（慈昌）の言上を受けて、伝通院の建立を決めたという。慶長13年（1608年）9月15日に堂宇が竣工。観智国師門下の学僧廓山（後に増上寺十三世）が、家康から住職に指名された。廓山は甲府金手の尊天躰寺の僧侶で徳川家康の本人なる尊天躰の甘利信恒の菩提寺で尊天躰とは武田信虎の長男の法名が寺の名前。徳川家康の名は宮中書陵部に於いては、豊臣討伐された大阪夏の陣以降の名称である。

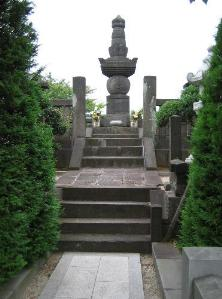
於大の墓

寺は江戸幕府から寺領約600石を与えられて、多くの堂塔や学寮を有して威容を誇り、最高位紫衣を認められ、増上寺に次ぐ徳川将軍家の菩提所次席となった。増上寺・上野の寛永寺と並んで江戸の三霊山と称された。境内には徳川氏ゆかりの女性や子供（男児）が多く埋葬されており、将軍家の帰依が厚かったとされている。元和9年（1623年）に830石に加増されている。また慶長18年（1613年）には増上寺から学僧300人が移されて関東十八檀林の上席に指定され、檀林（仏教学問所）として多いときには1000人もの学僧が修行していたといわれている。正保4年（1647年）に三代将軍家光の次男亀松が葬られてからは、さらに幕府の加護を受けて伽藍などが増築されていった。享保6年（1721年）と享保10年（1725年）の2度も大火に遭っている。伝通院の威容は、『江戸名所図会』『無量山境内大絵図』『東都小石川絵図』の安政4年（1857年）改訂版でも知ることができる。高台の風光明媚な地であったため、富士山・江戸湾・江戸川なども眺望できたという。
幕末の文久3年（1863年）2月4日、新撰組の前身となる浪士組が山内の大信寮で結成され、山岡鉄舟・清河八郎を中心に近藤勇・土方歳三・沖田総司・芹沢鴨ら250人が集まった。塔頭処静院（しょじょういん）の住職・琳瑞は尊皇憂国の僧だったが、幕臣の子弟により暗殺された。
また伝通院は、彰義隊結成のきっかけの場ともなったという。

## 明治以降の衰勢
明治維新によって江戸幕府・徳川将軍家は瓦解し、その庇護は完全に失われた。明治2年（1869年）に勅願寺となるが、当時の廃仏毀釈運動（仏教排斥運動）のために塔頭・別院の多くが独立して規模がかなり小さくなり、勅願寺の件も沙汰止みとなった。同じ浄土宗である信濃の善光寺とも交流があった関係で、塔頭の一つ縁受院が善光寺の分院となり、以後は門前の坂が善光寺坂と呼ばれるようになっている。縁受院は明治17年（1884年）に善光寺と改称して現在に至る。明治23年（1890年）に境内に移した浄土宗の学校をもとに淑徳女学校（現在の小石川淑徳学園中学校・高等学校）を創立した。また、明治時代になって墓地が一般に開放されるようになると、庶民の墓も建てられるようになった。

## 永井荷風の「伝通院」
文豪永井荷風は、明治12年（1879年）に伝通院の近くで生まれ、明治26年（1893年）までここで育った。その思い出は、随筆『伝通院』（明治42年頃）を生み出し、「パリにノートルダムがあるように、小石川にも伝通院がある」と賞賛した。また、荷風は明治41年（1908年）に外遊先より帰国して数年ぶりに伝通院を訪れたが、その晩に本堂が焼失した（3度目の大火）ため、同随筆の中で「なんという不思議な縁であろう。本堂は其の日の夜、追憶の散歩から帰ってつかれて眠った夢の中に、すっかり灰になってしまった」と記している。
夏目漱石は若い頃にこの近くに下宿しており、小説『こゝろ』で伝通院に言及している。幸田露伴一家は大正13年（1924年）に伝通院の近くに転居して、現在も子孫が住んでいる。
- その他の「伝通院」を描いた文学作品
  - 菊池寛『若杉裁判長』『納豆合戦』
  - 佐々木味津三『右門捕物帖・首つり五人男』
  - 徳田秋声『新世帯』、『黴』、『足迹』
  - 岡本綺堂『有喜世新聞の話』
  - 宮本百合子『一本の花』
  - 中里介山『中里介山 大菩薩峠・禹門三級の巻』、『大菩薩峠・白骨の巻』
  - 夏目漱石『琴のそら音』、『趣味の遺伝』、『こころ』、『それから』
  - 夢野久作『街頭から見た新東京の裏面』
  - 二葉亭四迷『平凡』

## 戦災・戦後

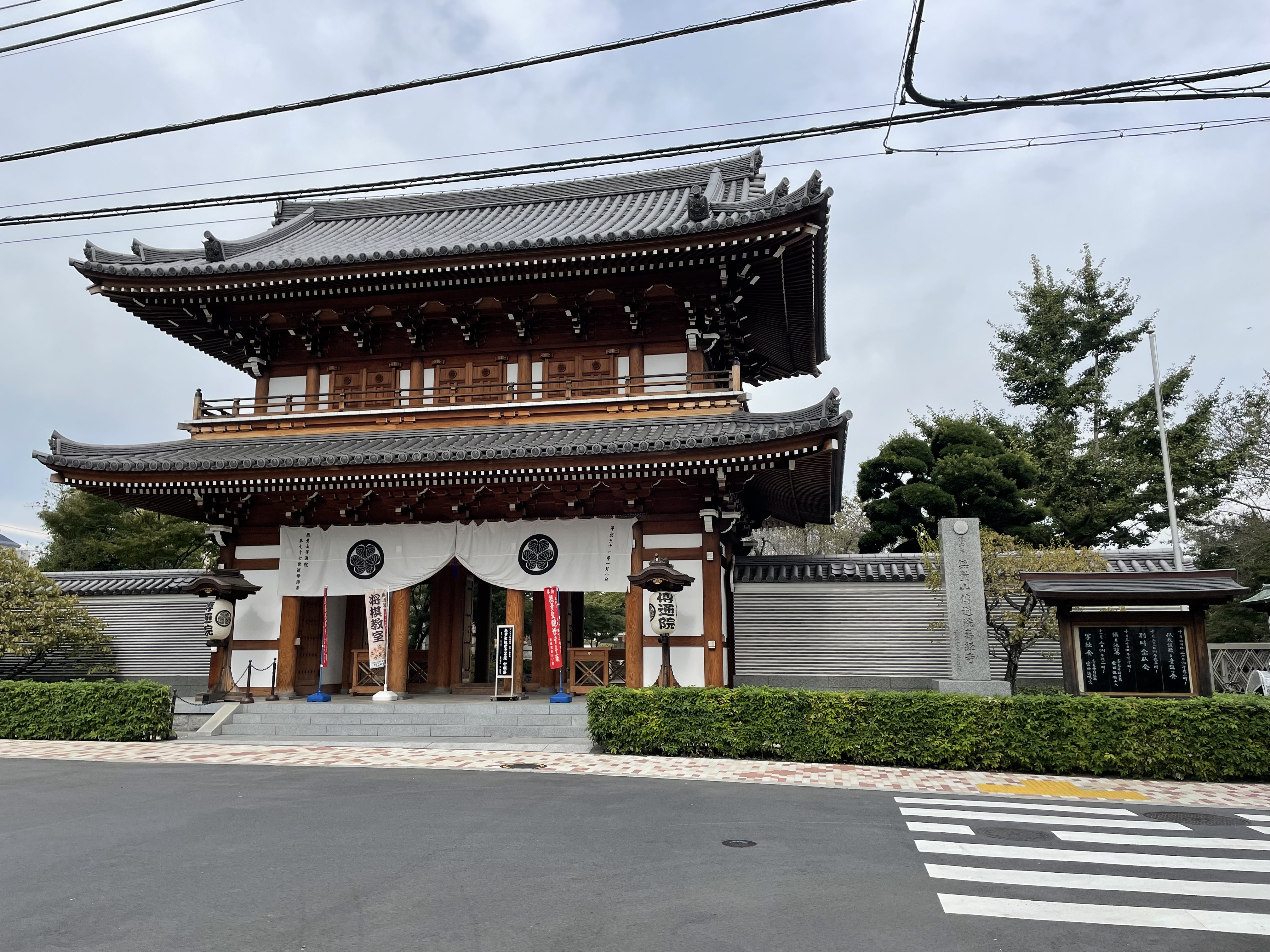
山門（2022年）

1945年（昭和20年）5月25日のアメリカ軍による空襲で小石川一帯は焼け野原となり、伝通院も江戸時代から残っていた山門や当時の本堂などが墓を除いてすべて焼失した。かつての将軍家の菩提所としての面影は完全に消え去った。1949年（昭和24年）に本堂を再建。現在の本堂は、1988年（昭和63年）に戦後2度目に再建されたもので鉄筋コンクリート造りである。2012年（平成24年）3月には山門が木造で再建された。
敷地の隣に浪越徳治郎が創立した日本唯一の指圧の専門学校日本指圧専門学校がある縁で、寺の境内には浪越が寄贈した指塚がある。ほかにも境内には、書家・中村素堂の書による碑「如是我聞」がある。
毎年春の桜や、7月に朝顔市が開かれることでも知られている。

## 交通
都営地下鉄三田線春日駅・東京メトロ南北線・丸ノ内線後楽園駅6番出口より徒歩約10分（経路案内）。拝観時間は10:00～17:00。拝観料は無料。

## ギャラリー

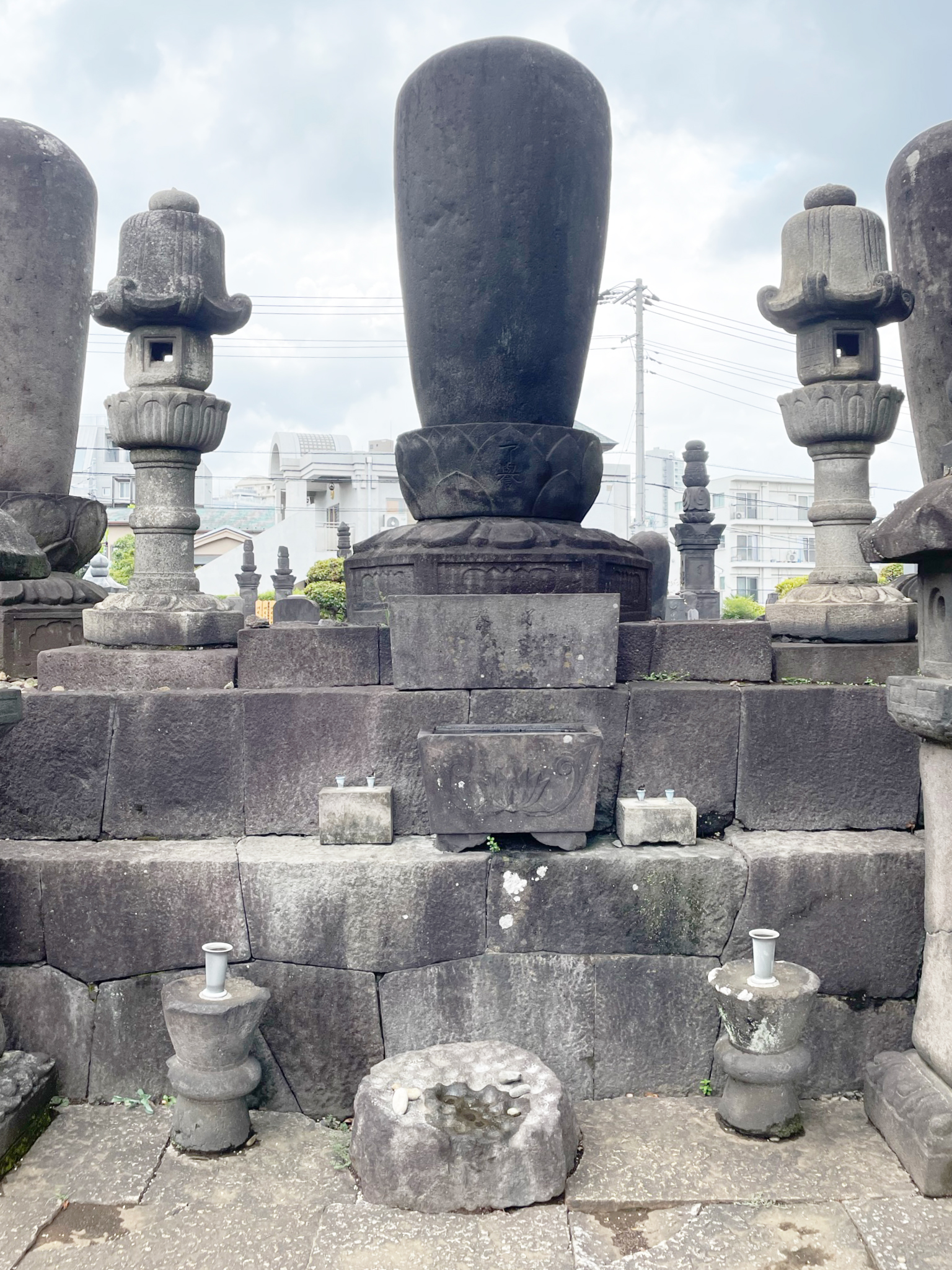
了誉聖冏の墓
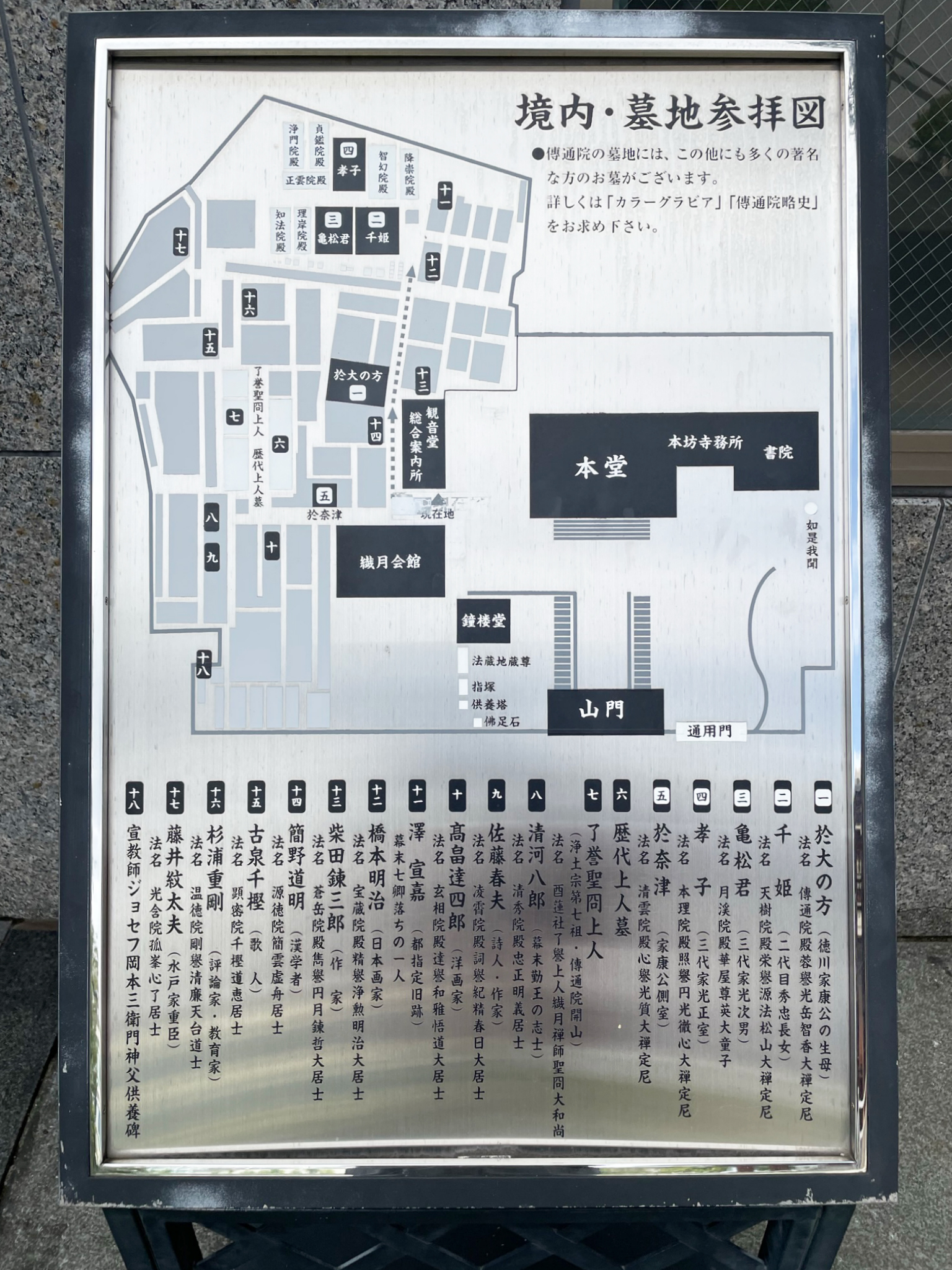
案内板
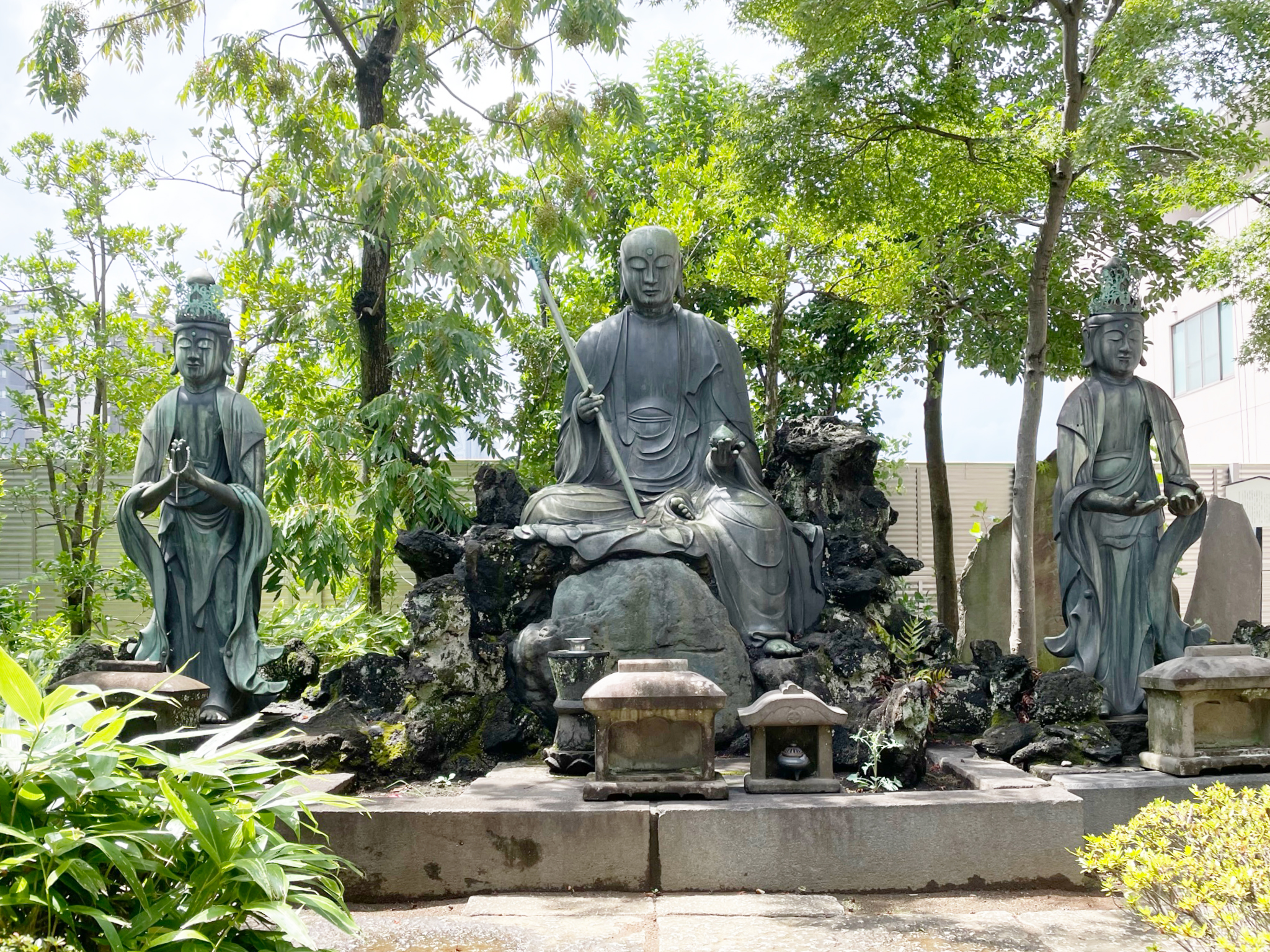
法蔵地蔵
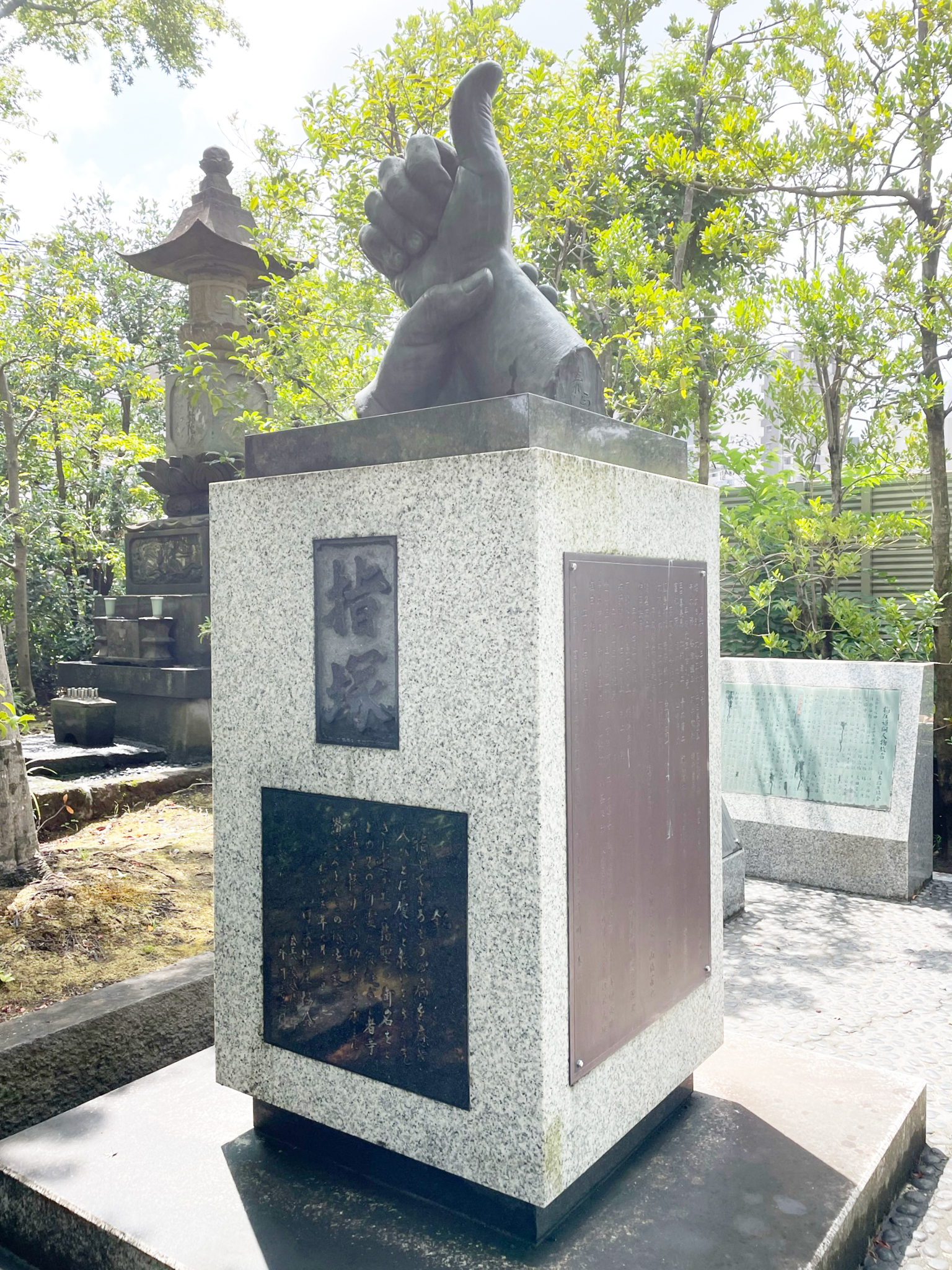
指塚
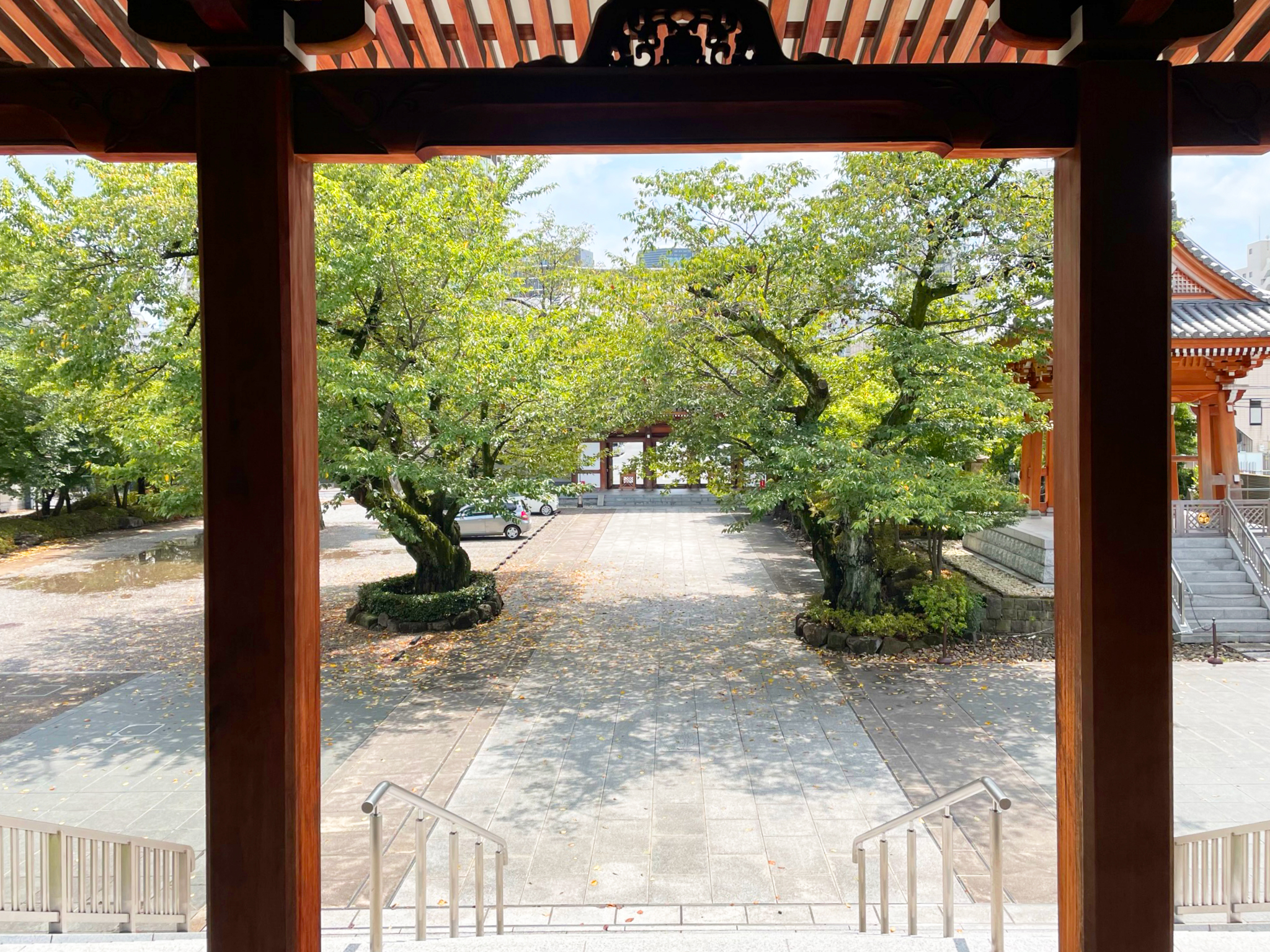
本堂から見た山門
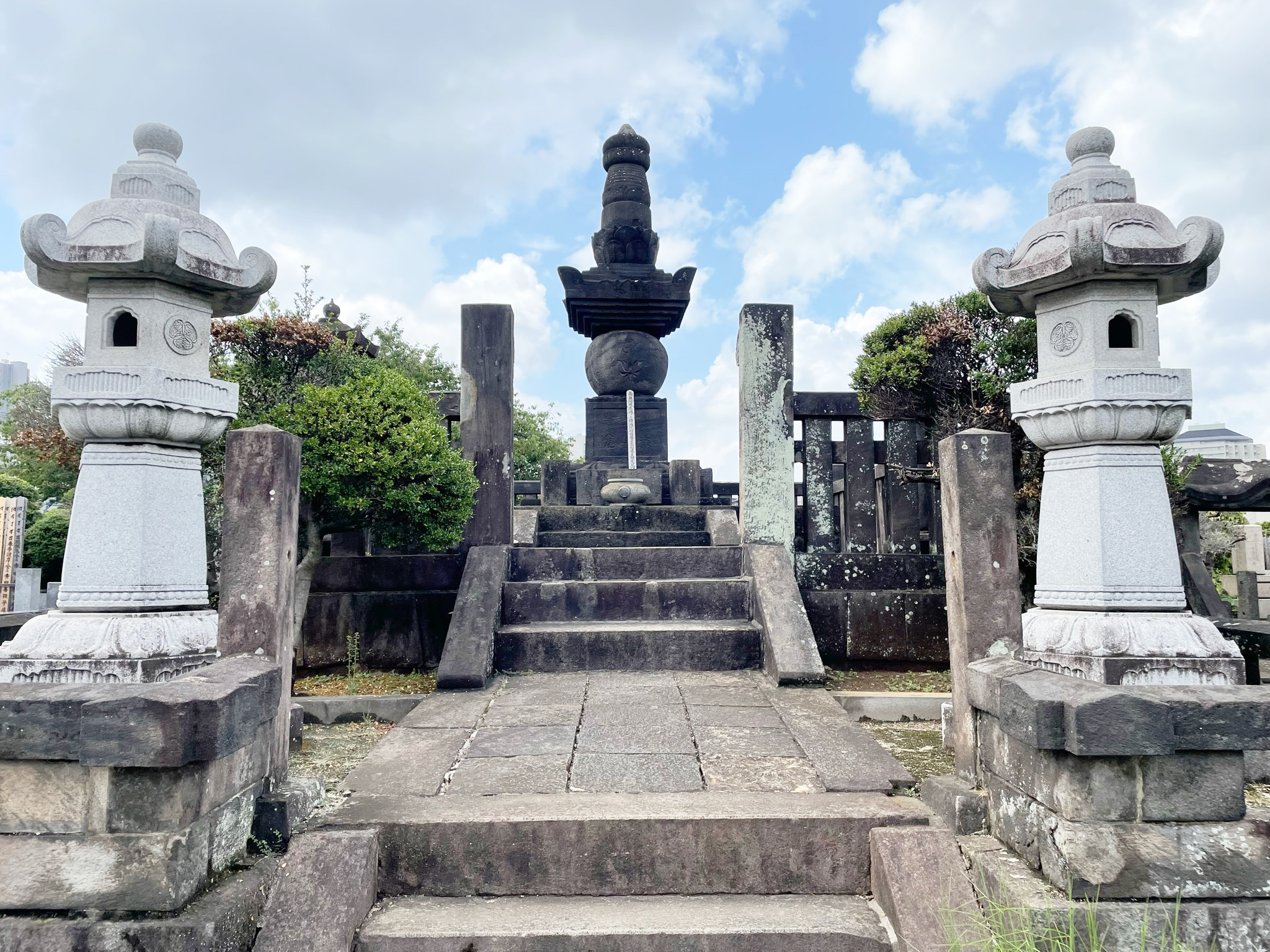
伝通院（於大）の墓
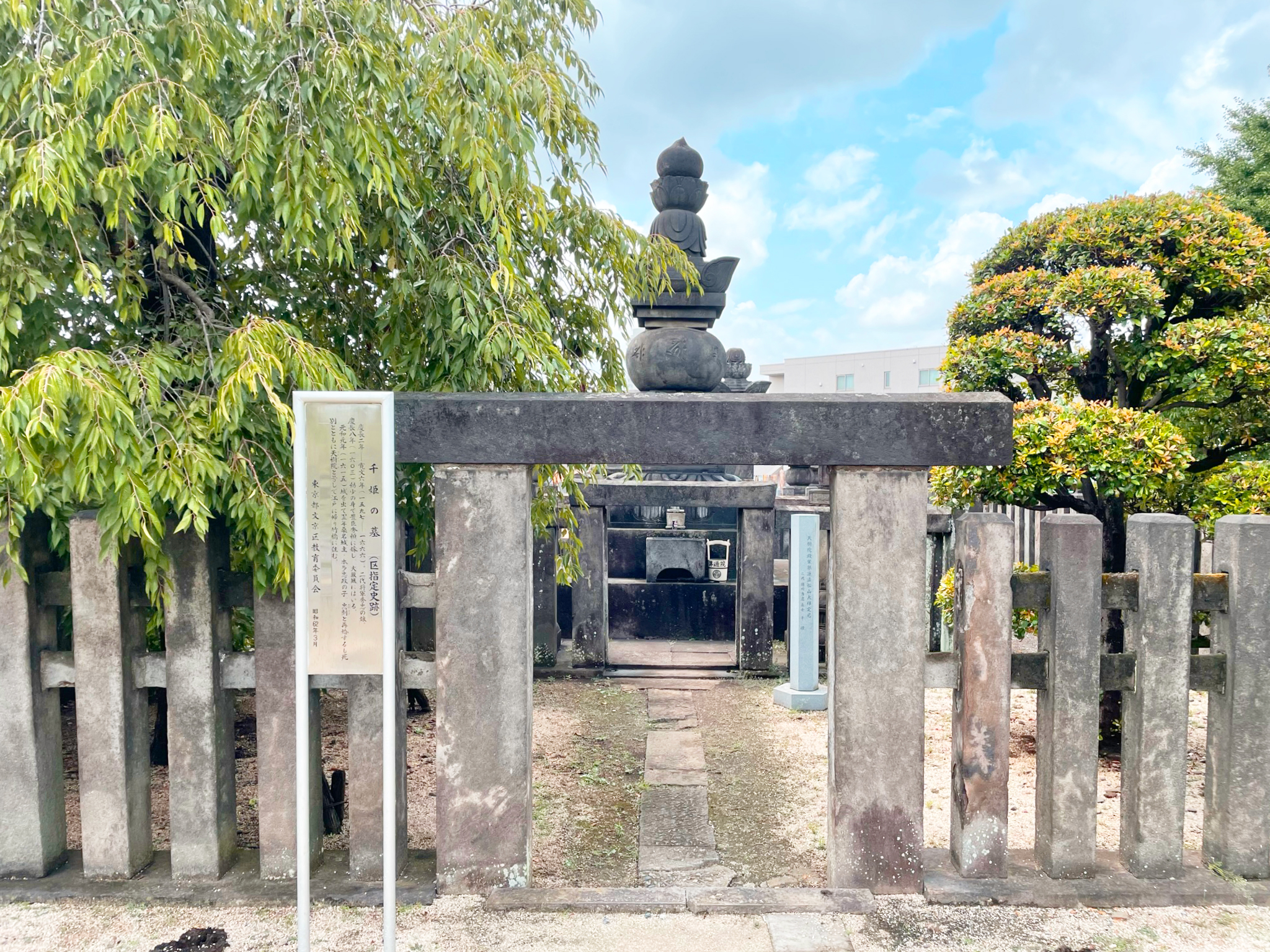
千姫の墓
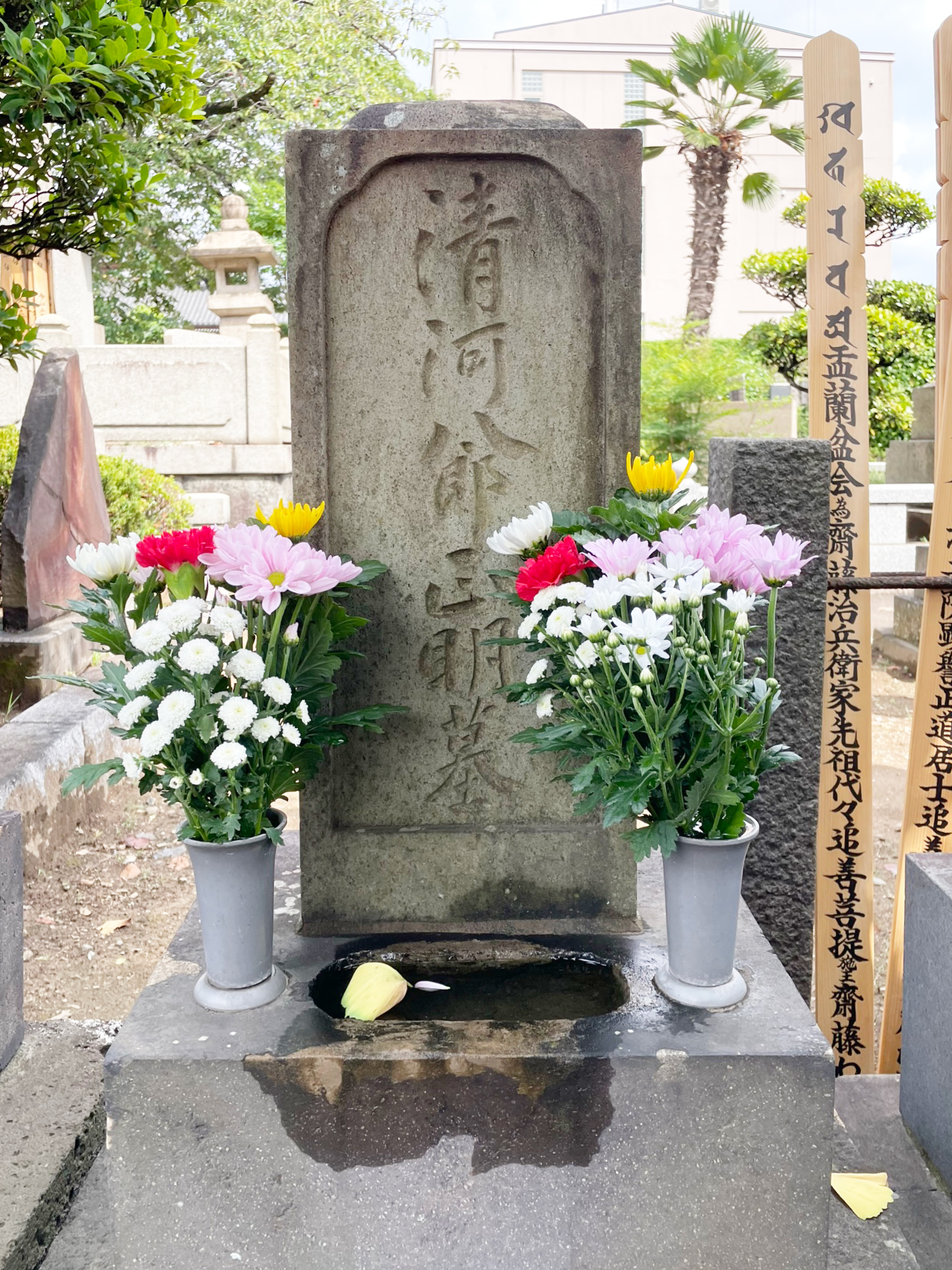
清河八郎の墓
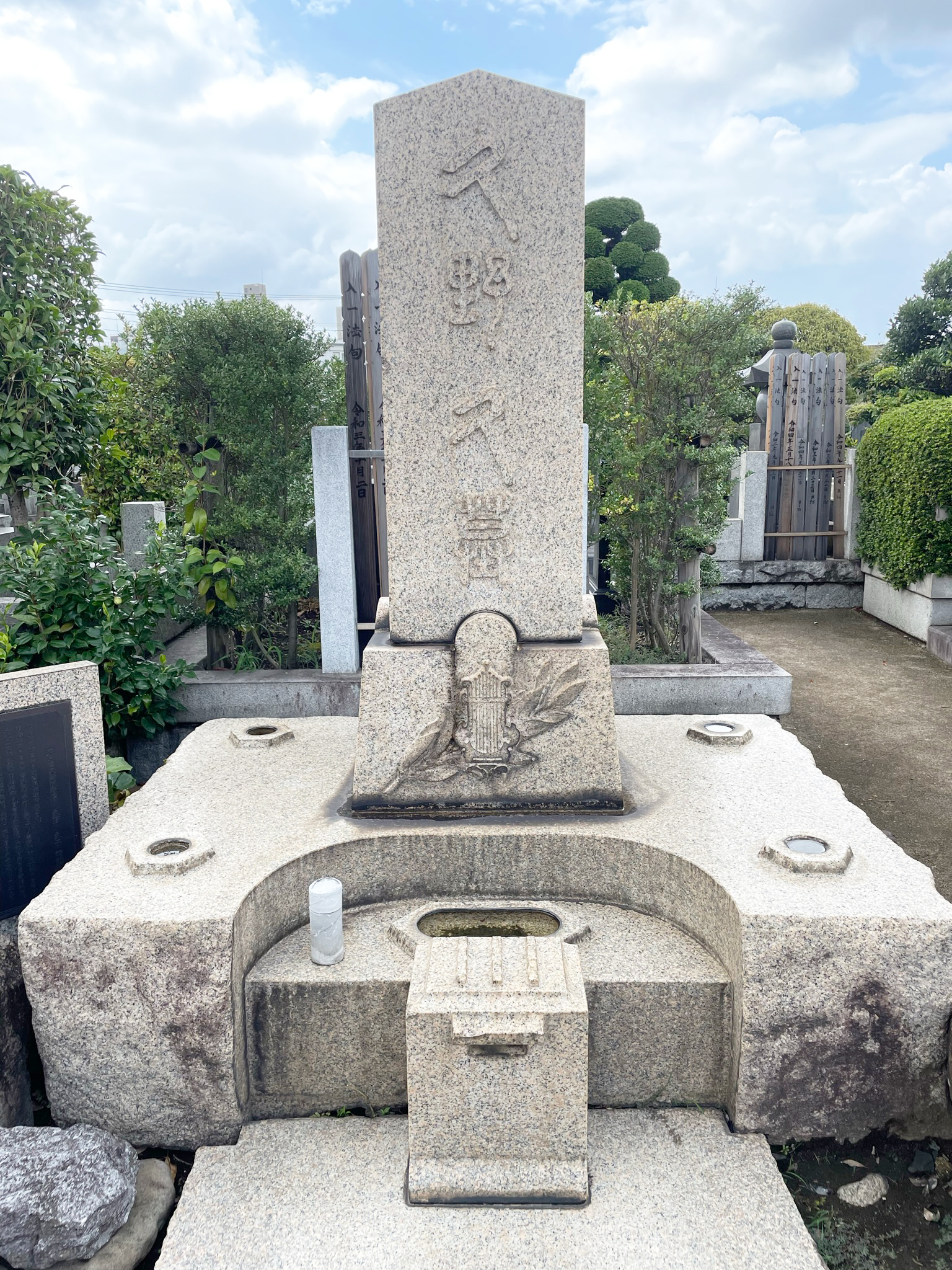
久野久の墓
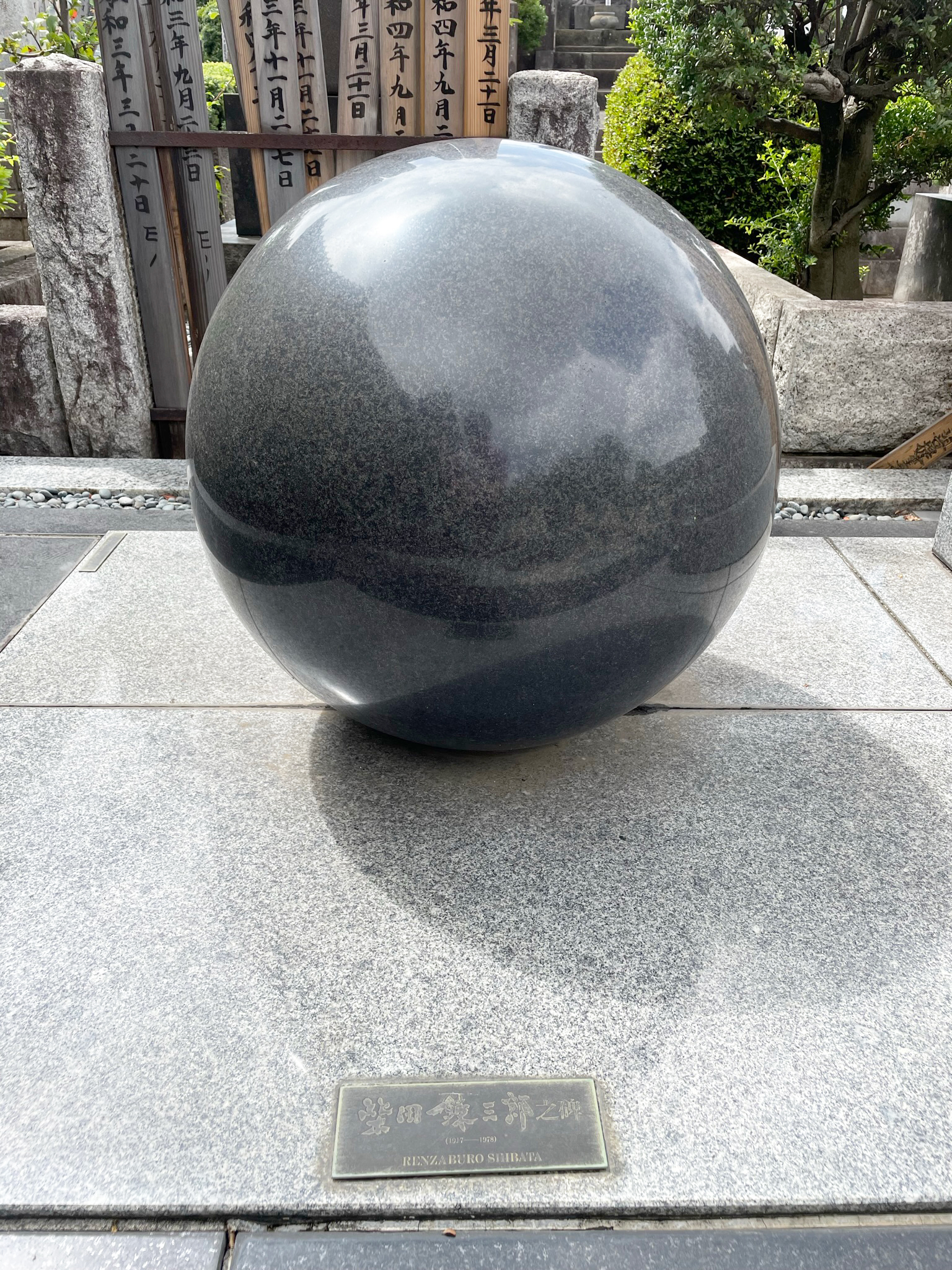
柴田錬三郎の碑（墓）
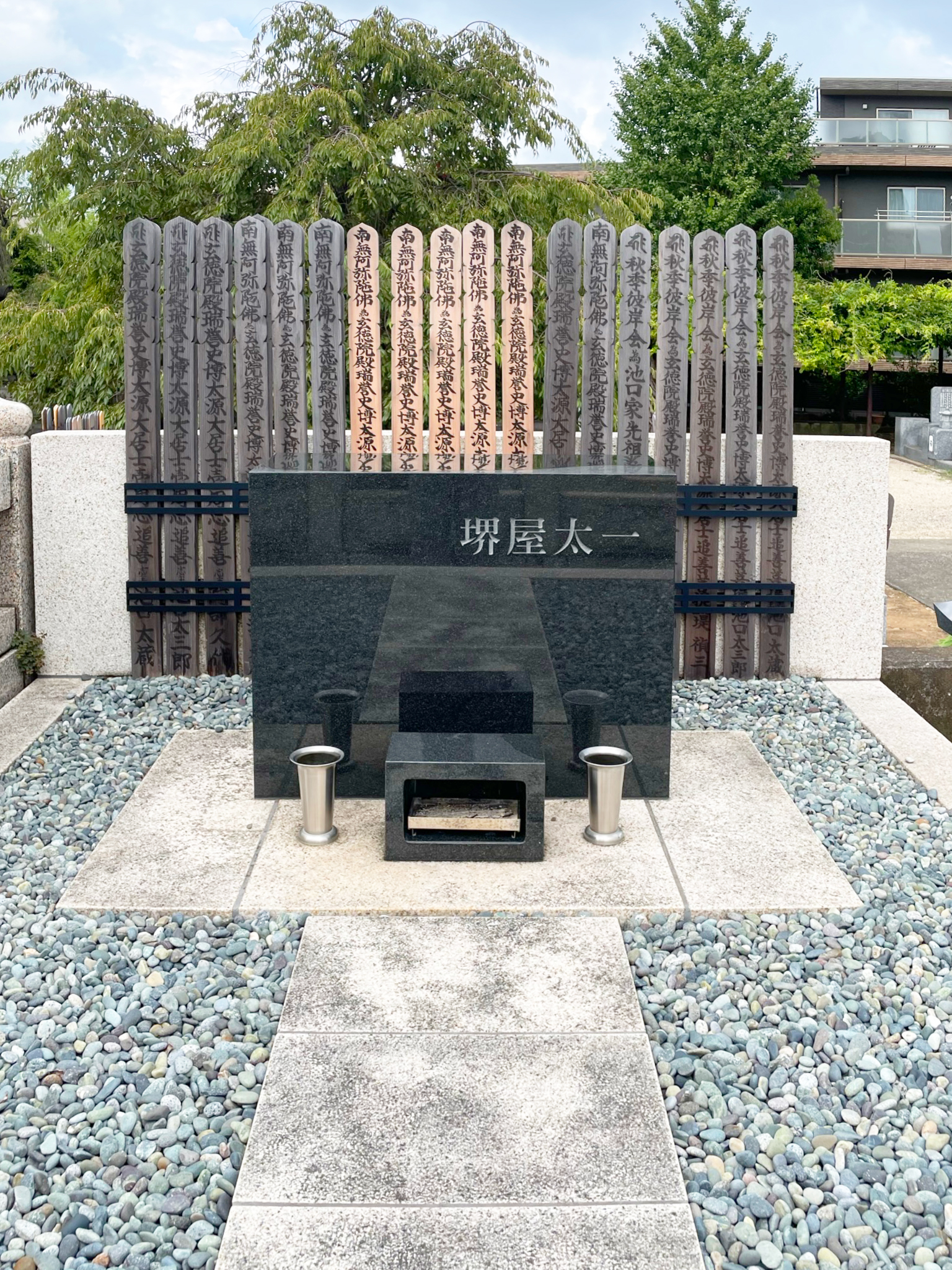
堺屋太一の墓
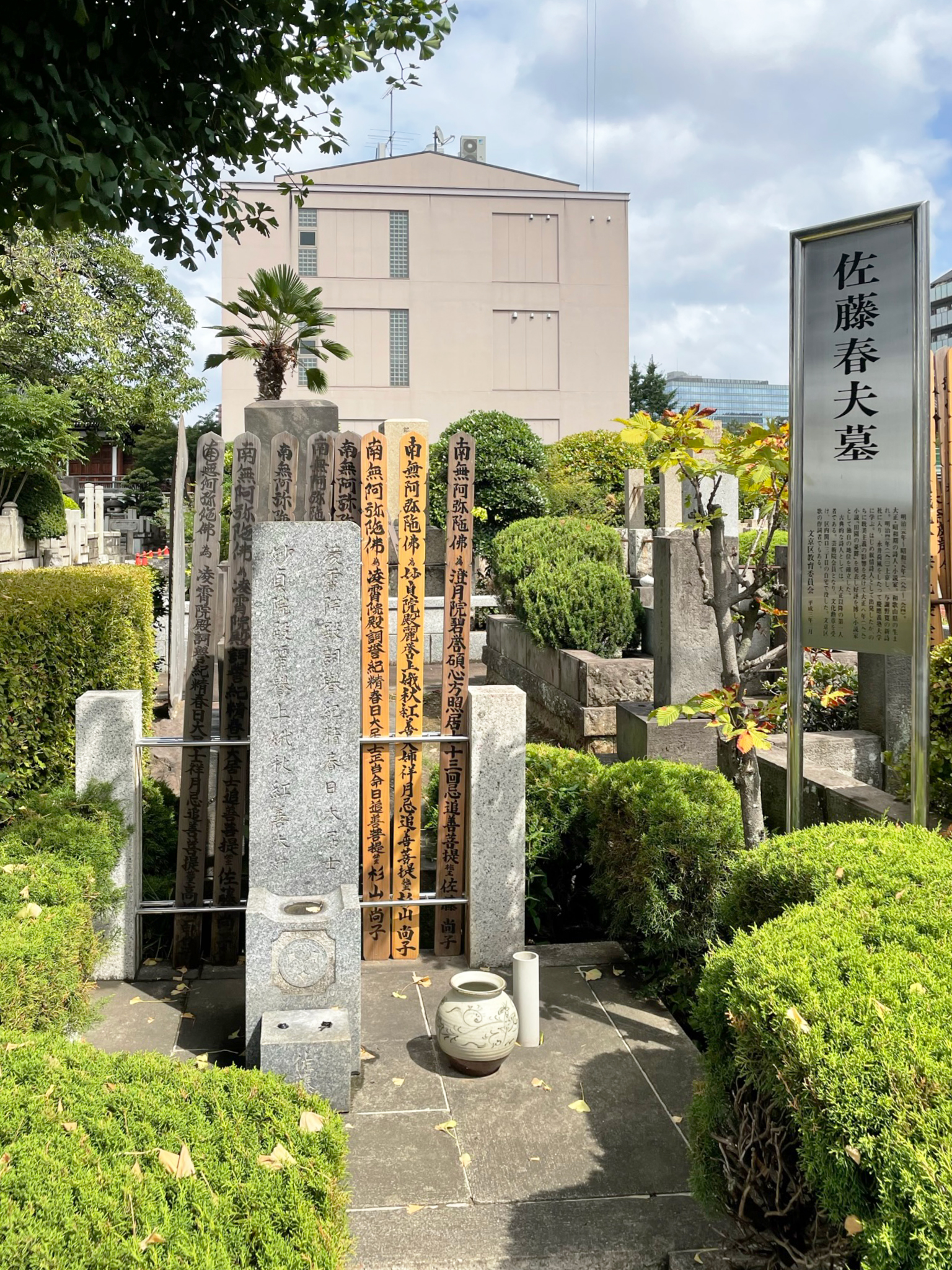
佐藤春夫の墓
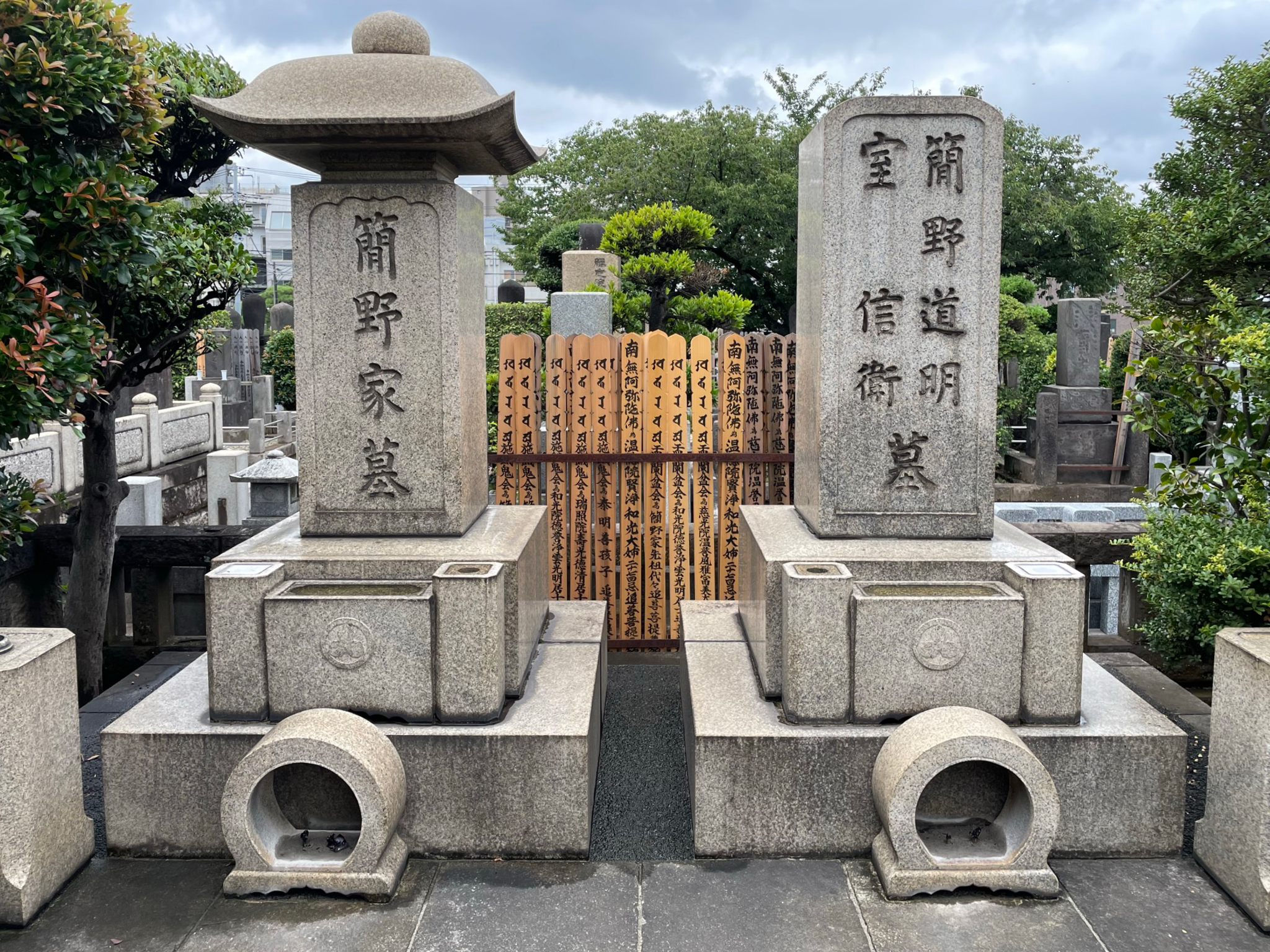
簡野道明の墓
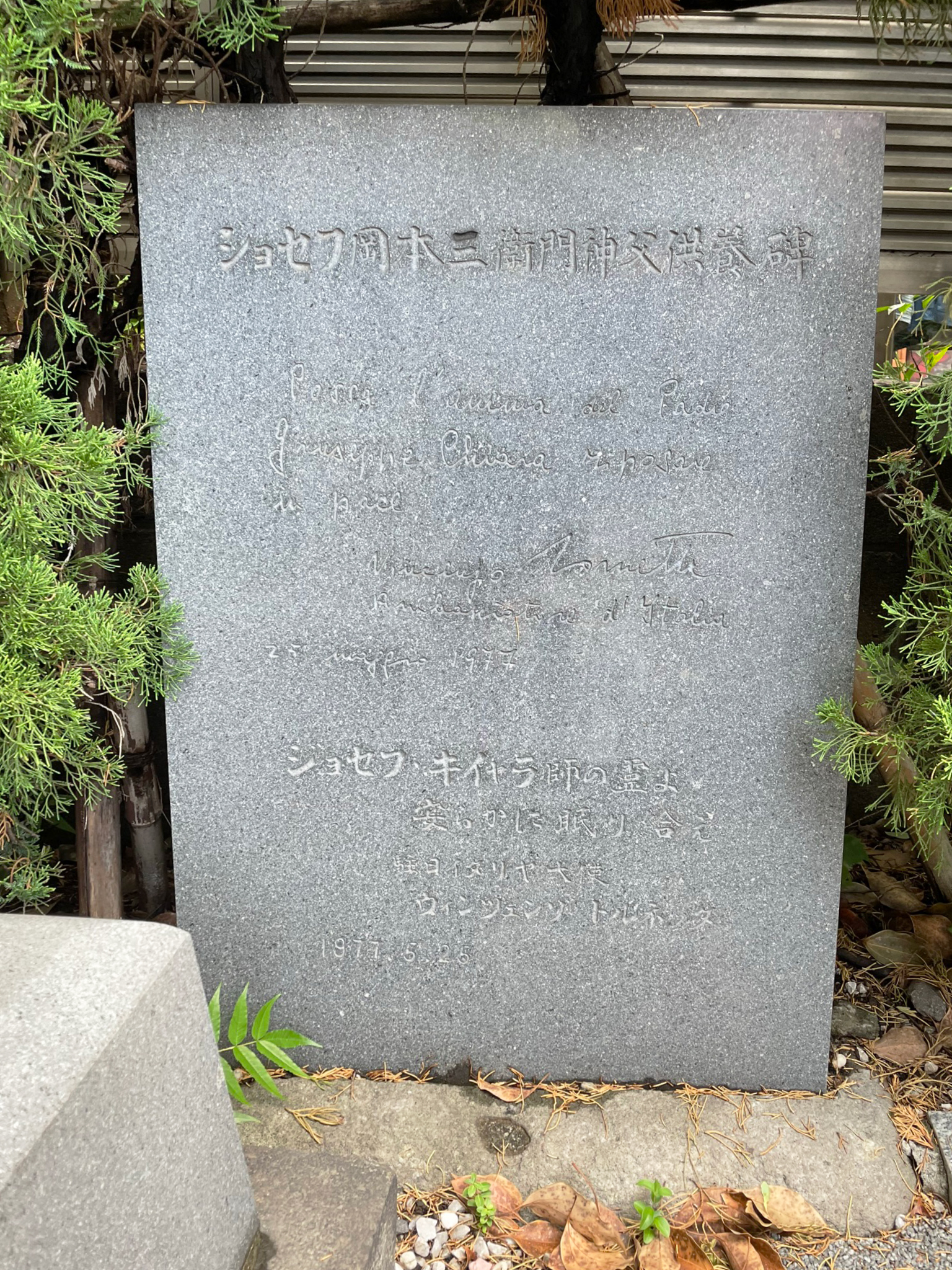
ジュゼッペ・キアラ（岡本三右衛門）の碑

## 伝通院に埋葬された著名な人たち（没年順）
- 了誉聖冏（1341年 - 1420年） 浄土宗第七祖で、伝通院の開山上人。三日月上人・繊月上人ともいう。
- 伝通院（1528年 - 1602年） 傳通院殿蓉誉光岳智香（智光）大禅定尼。家康の母。墓は本堂の左側に五輪の大塔がある。
- 正誉廓山（1559年 - 1625年） 伝通院の中興第一世。増上寺の十三世。
- 初姫（1602年 - 1630年） 2代将軍徳川秀忠の四女。
- 徳川亀松（1643年 - 1647年） 月渓院殿。3代将軍徳川家光の次男。
- お夏の方（1581年 - 1660年） 於奈津、清雲院殿。家康の側室。
- 千姫（1597年 - 1666年） 天樹院殿栄譽源法松山禅定尼。2代将軍徳川秀忠の長女、豊臣秀頼・本多忠刻の妻。
- 鷹司孝子（1602年 - 1674年） 本理院殿照譽円光徹心大禅定尼。3代将軍徳川家光の正室。
- 藤井紋太夫（? - 1694年） 光含院。水戸徳川家の家老。主君徳川光圀によって刺殺される。
- 葛西因是（1764年 - 1823年） 儒学者。
- 清河八郎（1830年 - 1863年） 幕末の勤皇志士、浪士組の創設者。首だけ埋葬。
- 阿蓮（おれん、1839年 - 1862年） 清河八郎の妻。
- 澤宣嘉（1835年 - 1873年） 幕末の公卿(七卿落ち・生野の変)、明治期の政治家。
- 大原重実（1833年 - 1877年）幕末の公家である大原重徳の子。自宅で強盗に刺殺された。大原家の墓所は谷中霊園にあるため、墓石は無縁塔に移されている。
- 杉浦重剛（1855年 - 1924年） 思想家・教育者。
- 久野久 (ピアニスト)（1886年 - 1925年） 日本初のピアニスト。無縁墓となっている。
- 古泉千樫（1886年 - 1927年） 歌人。
- 簡野道明（1865年 - 1938年） 漢学者。
- 大海原重義（1882年 - 1940年）内務官僚・知事。旧彦根藩士で、近江鉄道や大日本製糖の重役を務めた大海原尚義の子。
- 千種任子（1855年 - 1944年） 明治天皇側室（権典侍）・滋宮韶子内親王（明治天皇第三皇女）・増宮章子内親王（明治天皇第四皇女）の生母。
- 佐藤春夫（1892年 - 1964年） 詩人・作家。永井荷風に師事。
- 高畠達四郎（1895年 - 1976年） 洋画家。
- 柴田錬三郎（1917年 - 1978年） 直木賞作家。「眠狂四郎無頼控」の作者。
- 橋本明治（1904年 - 1991年） 日本画家。
- 浪越徳治郎（1905年 - 2000年） 指圧療法の確立者。
- 矢数道明（1905年 - 2002年） 医師。東洋医学、漢方医学者。
- 榮久庵憲司（1929年 - 2015年）工業デザイナー。キッコーマンの卓上醤油瓶などを発明。僧侶の家系。
- 堺屋太一（1935年 - 2019年）通産官僚。小説家。評論家。

## 関連文献
- 斎藤長秋 編「巻之四 天権之部 無量院伝通院」『江戸名所図会』 3巻、有朋堂書店〈有朋堂文庫〉、1927年、6-15頁。NDLJP:1174157/8。